# Боргвард BX7
Боргвард BX7 је теренски аутомобил који производи немачка фабрика аутомобила Боргвард од 2015. године.
Први пут је представљен на сајму аутомобила у Франкфурту септембра 2015. године. Ово је први нови модел компаније Боргвард након 54 године. Немачки произвођач аутомобила је престао са радом 1961. када је банкротирао, да би се 2015. вратио на тржиште захваљујући капиталу кинеске компаније која производи камионе Фотон мотор. Продаја прво почиње у Кини и на тржиштима у развоју, а у Немачкој 2017. године.
BX7 је прво Боргвардово возило са теренским особинама. Стилски детаљи су већ виђени, слично као његови ривали користи велики број спортских карактеристика. Уочљива је масивна маска хладњака, али се ипак разликује од тјуринг спортс верзије која има дијамантски облик предње маске. У зависности од верзије у понуди ће бити модели са 5, 6 или 7 седишта што је реткост у овом сегменту. Главни конкуренти су му Ауди Q5, BMW X3, Мерцедес-Бенц ГЛЦ.

## Галерија
- BX7
- BX7 TS